# Lilian de Suecia
Lilian de Suecia (nacida Lilian May Davies) (Swansea, Gales, 30 de agosto de 1915 - Estocolmo, Suecia, 10 de marzo de 2013) fue una princesa de Suecia y duquesa de Halland; fue la esposa del príncipe Bertil de Suecia.

## Biografía
Sus padres fueron William John Davies y Gladys Mary Curran, dos ciudadanos galeses, separados en 1920, pero no divorciados formalmente hasta 1939. Ella se crio con su madre y su padrastro.
Durante su juventud, Lilian trabajó como modelo en Gales, y posó para revistas de moda, tales como Vogue. En la década de 1940 estuvo casada cinco años con el actor británico Walter Ivan Craig (1912-1994), hijo del Dr. Eric S. Craig y de Dorothy Gertrude Meldrum. Ivan participó en la película de Walt Disney Los arqueros del rey, entre otras. Durante la Segunda Guerra Mundial, trabajó en una fábrica de radios para el Ejército Británico y en un hospital que atendía a los heridos de guerra. Entonces era Lilian Craig.
En 1943 conoció al príncipe Bertil de Suecia, hijo del rey Gustavo VI Adolfo, y ambos iniciaron un noviazgo. El príncipe, un importante candidato a ocupar el gobierno, decidió no casarse con una mujer divorciada y sin ascendencia noble para evitar perder sus derechos en la línea de sucesión, y vivió en unión libre con Lilian durante treinta y tres años.
La pareja se casó finalmente el 7 de diciembre de 1976 en el Palacio de Drottningholm, después de serle otorgado ese permiso por el nuevo monarca Carlos XVI Gustavo, sin perder Bertil sus derechos hereditarios. 
Desde 1997, fecha del fallecimiento de su marido, Lilian ha representado a la familia real sueca durante eventos oficiales en varias ocasiones. Ha formado parte de diversas organizaciones y era miembro honorario de clubes deportivos. Lanzó en 2000 una biografía de su vida junto al príncipe Bertil.
En junio de 2010 la Casa Real Sueca confirmó que Su Alteza padecía el mal de Alzheimer, motivo por el que no acudió al enlace de la princesa heredera Victoria.
En 2014, su sobrina nieta, la princesa Magdalena de Suecia tuvo a su primera hija, la princesa Leonor. De segundo nombre le puso Lilian a la pequeña, en homenaje a su fallecida tía bisabuela.

## Fallecimiento
La princesa Lilian falleció el 10 de marzo de 2013 a los 97 años mientras dormía en su residencia del barrio de Djurgården, en Estocolmo.
El funeral por la princesa Lilian se celebró el 16 de marzo en la capilla del Palacio Real. Fue retransmitido por la Sveriges Television. Acudieron todos los miembros de la familia real sueca, además de la princesa Astrid de Noruega. Posteriormente, sus restos mortales fueron enterrados en el Parque de Haga, en Solna.

## Trabajos publicados
- Mitt liv med prins Bertil. Editorial: Ekerlids. Año: 2000.[4] ISBN 9789188595775

## Distinciones honoríficas

### Distinciones honoríficas suecas
- Dama de la Orden de los Serafines (30/08/1995).
- Medalla Conmemorativa del 50 Aniversario del Rey Carlos XVI Gustavo (30/04/1996).
- Comandante gran cruz de la Orden de la Estrella Polar (1976).[5]
- Miembro de la Real Orden familiar del Rey Carlos XVI Gustavo (07/12/1976).

### Distinciones honoríficas extranjeras
- Dama gran cruz de la Orden de Adolfo de Nassau (Gran Ducado de Luxemburgo, 15/04/2008).
- Dama gran cruz de la Orden del Mérito de la República Federal de Alemania (República Federal de Alemania, 20/05/2003).[6]
- Dama gran Cruz de la Orden del Libertador San Martín (República Argentina, 26/05/1998).[7]
- Gran Decoración de Honor en Oro con Banda de la Orden al Mérito de la República de Austria (República de Austria, 1997).
- Dama de la Orden del Elefante (Reino de Dinamarca).
- Dama gran cruz de la Real Orden de Isabel la Católica (Reino de España, 15/10/1979).[8]
- Dama de primera clase de la Orden de la Cruz de Terra Mariana (República de Estonia, 11/09/1995).[9]
- Dama gran cordón de la Orden de la Preciosa Corona (Imperio de Japón, 29/05/2000).[10]
- Dama gran cordón de la Orden de la Estrella de Jordania (Reino Hachemita de Jordania, 07/10/2003).
- Gran oficial de la Orden de las Tres Estrellas (República de Letonia, 31/03/2005).
- Comandante gran cruz de la Orden del Gran Duque Gediminas (República de Lituania, 21/11/1995).[11]
- Dama gran cruz de la Orden de San Olav (Reino de Noruega, 12/05/1992).
- Dama gran cruz de la Orden de Cristo (República Portuguesa, 15/05/1991).[12]